# Pierwszy rząd Manuela Vallsa
Pierwszy rząd Manuela Vallsa – 37. rząd V Republiki Francuskiej funkcjonujący od marca 2014 do sierpnia 2014. Funkcję prezydenta w tym okresie pełnił François Hollande. Zastąpił drugi rząd Jean-Marca Ayraulta, a sam został zastąpiony przez drugi rząd dotychczasowego premiera. W skład gabinetu wchodzili przedstawiciele Partii Socjalistycznej, a także Lewicowej Partii Radykalnej.
31 marca 2014 w wyniku przegranych przez socjalistów wyborów lokalnych Jean-Marc Ayrault podał się do dymisji, która została przyjęta. Prezydent François Hollande tego samego dnia na stanowisko premiera desygnował dotychczasowego ministra spraw wewnętrznych Manuela Vallsa.
2 kwietnia 2014 powołano skład gabinetu, a 9 kwietnia 2014 nominowano sekretarzy stanu.
25 sierpnia 2014 Manuel Valls ogłosił dymisję rządu po tym, jak minister gospodarki i odnowy produkcji Arnaud Montebourg skrytykował politykę gospodarczą prowadzoną przez rząd. Prezydent Francji François Hollande tego samego dnia powierzył dotychczasowemu premierowi misję utworzenia nowego gabinetu.

## Skład rządu
Ministrowie
- Premier: Manuel Valls
- Minister spraw zagranicznych: Laurent Fabius
- Minister ekologii, zrównoważonego rozwoju i energii: Ségolène Royal
- Minister edukacji narodowej, szkolnictwa wyższego i badań naukowych: Benoît Hamon
- Minister sprawiedliwości, strażnik pieczęci: Christiane Taubira
- Minister finansów i wydatków publicznych: Michel Sapin
- Minister gospodarki i odnowy produkcji: Arnaud Montebourg
- Minister spraw społecznych: Marisol Touraine
- Minister pracy, zatrudnienia i dialogu społecznego: François Rebsamen
- Minister obrony: Jean-Yves Le Drian
- Minister spraw wewnętrznych: Bernard Cazeneuve
- Minister praw kobiet, regionów wiejskich, sportu i młodzieży: Najat Vallaud-Belkacem
- Minister decentralizacji i służb publicznych: Marylise Lebranchu (do 3 czerwca 2014 również minister reformy państwa)
- Minister kultury i komunikacji: Aurélie Filippetti
- Minister rolnictwa, rzecznik prasowy rządu: Stéphane Le Foll
- Minister mieszkalnictwa i równości terytorialnej: Sylvia Pinel
- Minister ds. terytoriów zamorskich: George Pau-Langevin

Sekretarze stanu
- Jean-Marie Le Guen, Thierry Mandon (od 3 czerwca 2014), Fleur Pellerin, Harlem Désir, Annick Girardin, Frédéric Cuvillier, Geneviève Fioraso, Christian Eckert, Valérie Fourneyron (do 3 czerwca 2014), Carole Delga (od 3 czerwca 2014), Axelle Lemaire, Kader Arif, André Vallini, Laurence Rossignol, Ségolène Neuville, Thierry Braillard